# Krzysztof Kieliszkiewicz

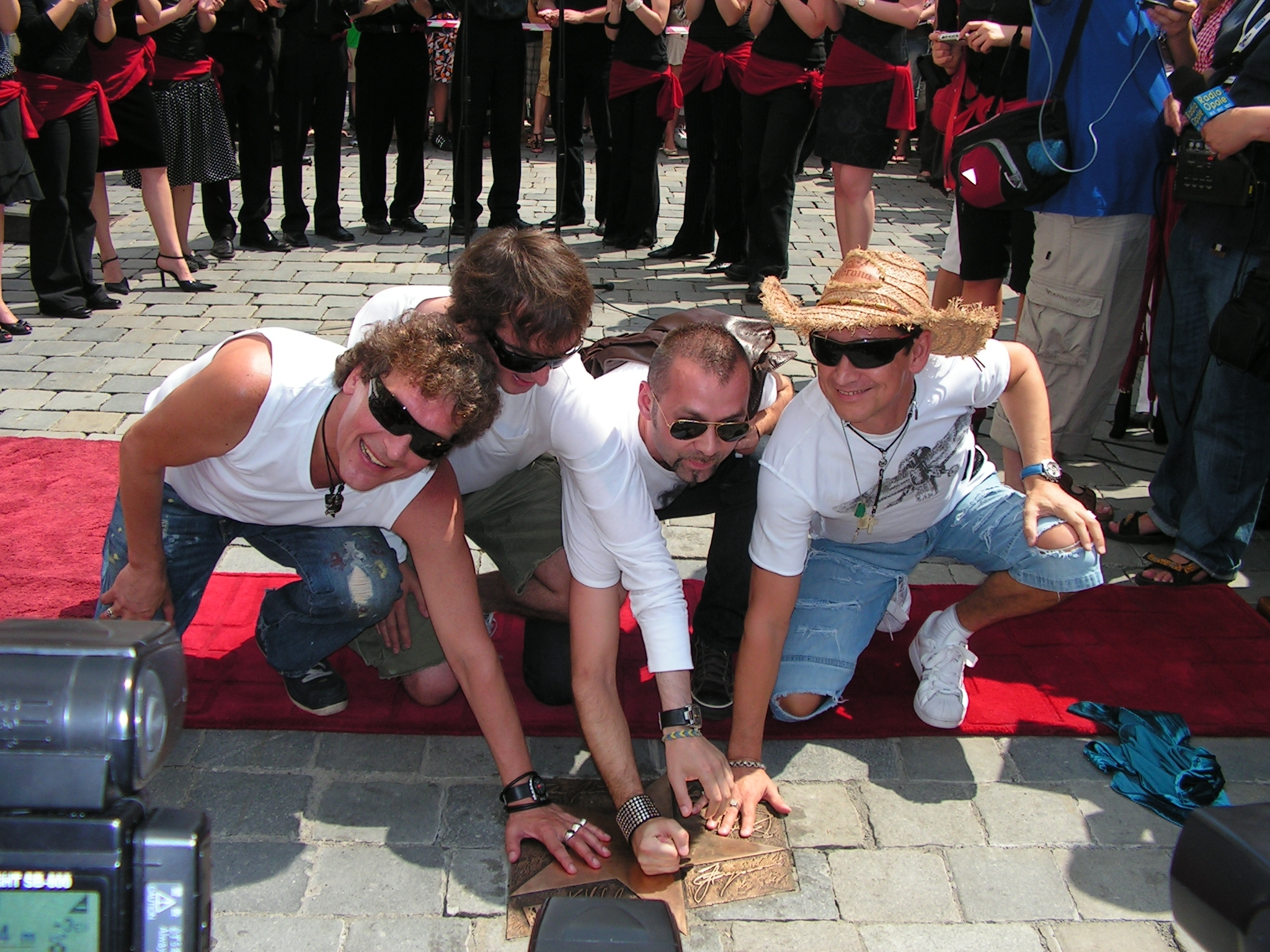
Krzysztof Kieliszkiewicz (drugi z prawej) wraz z zespołem Lady Pank w Opolu (2007)

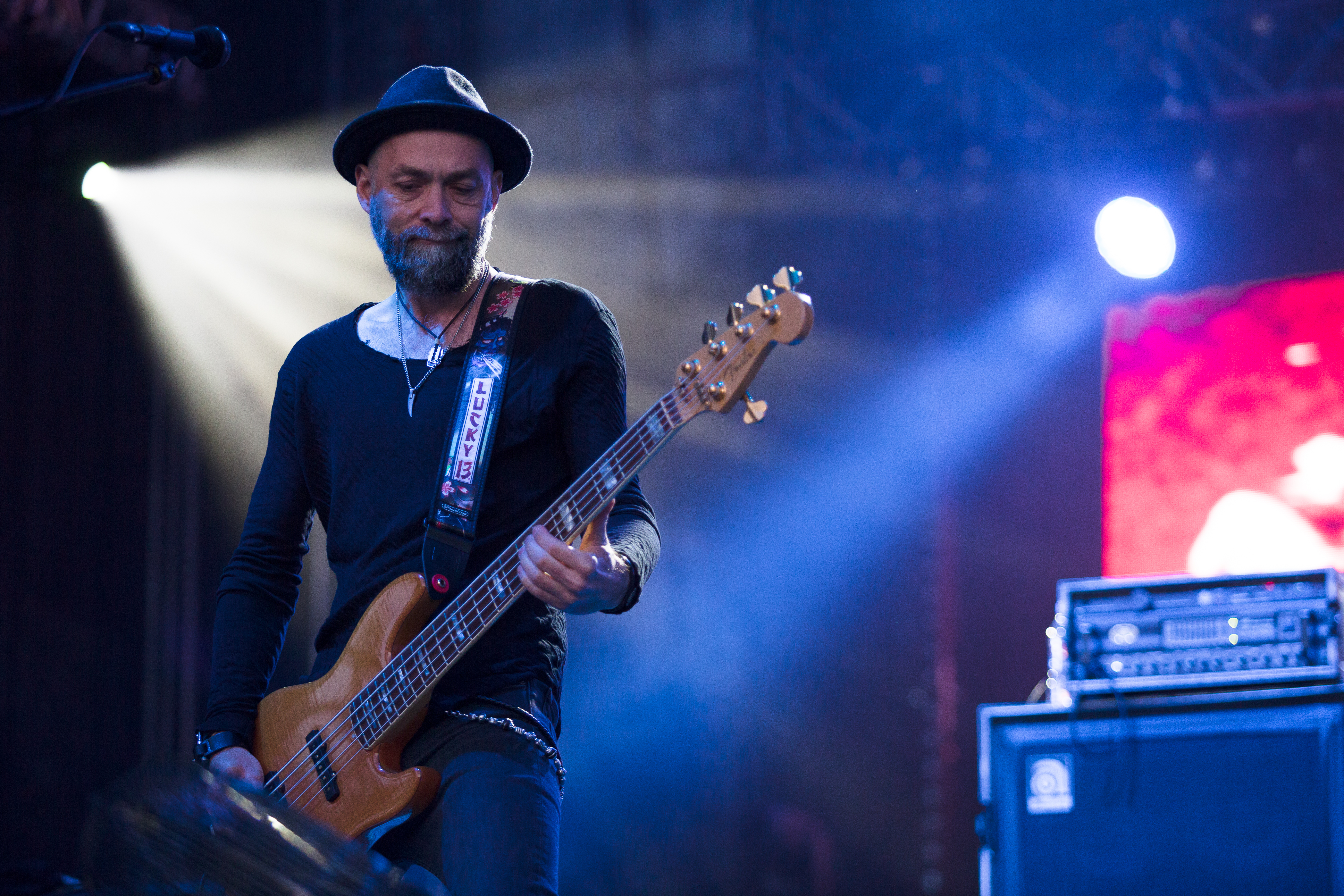
Krzysztof Kieliszkiewicz (2017)

Krzysztof Zbigniew Kieliszkiewicz (ur. 2 maja 1972 w Chełmie) – polski basista. Członek Akademii Fonograficznej ZPAV.

## Życiorys
Profesjonalną karierę muzyczną zaczynał w zespole Latawce. Od 1994 jest muzykiem Lady Pank.
W latach 1998–2010 był menedżerem Urszuli.
17 kwietnia 2012 nakładem Universal Music Polska wydał solową płytę pt. Dziecko szczęścia, którą promował singlami „Going Going Home” i „Choć rozum śpi”. 20 lutego 2015 wydał kolejny solowy album pt. Drapacz chmur.

## Dyskografia

### Albumy solowe
| Rok  | Album                                                                               |
| ---- | ----------------------------------------------------------------------------------- |
| 2012 | Dziecko szczęścia - Data: 17 kwietnia 2012 - Wydawca: Universal Music Polska        |
| 2015 | Drapacz chmur - Data: 20 lutego 2015 - Wydawca: Lunatyk Records                     |
| 2024 | Szczerze albo wcale (oraz Brzózka) - Data: 29 marca 2024 - Wydawca: Lunatyk Records |

### Single
| Rok                         | Tytuł                                       | Pozycja na liście | Pozycja na liście | Pozycja na liście | Album               |
| Rok                         | Tytuł                                       | RDC               | PRB               | PiK               | Album               |
| --------------------------- | ------------------------------------------- | ----------------- | ----------------- | ----------------- | ------------------- |
| 2012                        | „Going Going Gone” (gościnnie: Łukasz Lach) | 32                | –                 | –                 | Dziecko szczęścia   |
| 2014                        | „Lepiej już nie będzie nam”                 | –                 | 10                | 20                | Drapacz chmur       |
| 2015                        | „Na autsajdzie”                             | –                 | –                 | –                 | Drapacz chmur       |
| 2024                        | „Muszę uciec” (Brzózka - Kielich)           | –                 | –                 | –                 | Szczerze albo wcale |
| „–” singel nie był notowany |                                             |                   |                   |                   |                     |